# واسیل ماکانو
واسیل ماکانو (اوکراینی: Василь Махно؛ زادهٔ ۸ اکتبر ۱۹۶۴) شاعر، جستار، ترجمه اهل اتحاد جماهیر شوروی سوسیالیستی است.